# Antepipona verhoeffi
Antepipona verhoeffi är en stekelart som beskrevs av Giordani Soika 1985. Antepipona verhoeffi ingår i släktet Antepipona och familjen Eumenidae. Inga underarter finns listade i Catalogue of Life.